# NK Sloga Zdenci
Nogometni klub Sloga Zdenci nogometni je klub iz Zdenaca. Trenutačno se natječe u 1. ŽNL Virovitičko-podravskoj.

## O klubu
Klub je osnovan 1939. godine. Domaće utakmice igra na stadionu Jelsin čiji kapacitet iznosi 500.

## Vanjske poveznice
- znsvpz.hr, Zdenci